# Hebbarige, Sagar
Hebbarige là một làng thuộc tehsil Sagar, huyện Shimoga, bang Karnataka, Ấn Độ.